# Die Cleveren
Die Cleveren ist eine deutsche Fernsehserie, die von 1998 bis 2003 von Studio Hamburg, im Auftrag von RTL, produziert wurde. Sie handelt von einer bundesweit operierenden Spezialeinheit des Bundeskriminalamtes (BKA), die sich mit Serientätern befasst. Die Hauptfiguren sind der Fallanalytiker Dominik Born und eine Polizistin des BKA, die die nötigen Ermittlungsschritte mit den Behörden vor Ort abstimmt.

## Besetzung
- Dr. Dominik Born (Hans-Werner Meyer) ist ein Fallanalytiker in Diensten des Bundeskriminalamts. Mit seinem Beruf hat er sich einen Kindheitstraum erfüllt, dennoch leidet er bisweilen sehr unter seiner Arbeit. Er war früher mit Helen Born verheiratet, die Ehe wurde jedoch geschieden und seine Frau zog mit dem gemeinsamen Sohn Philip nach München. In der vierten Staffel beginnt er mit seiner Kollegin Eva Glaser eine Beziehung, nach deren tragischem Tod unternimmt er gar einen Suizidversuch, kurz darauf quittiert er seinen Dienst im BKA. Die Polizistin Isabel Becker überredet den mittlerweile alkoholsüchtigen Born jedoch, zurückzukehren. Er macht in einem Kloster eine Entziehungskur und führt wieder ein geregeltes Leben, will am Ende der fünften Staffel jedoch endgültig kündigen. In der Folge 6x01 Auf der Flucht findet er Isabel Becker ermordet in einem Hotelzimmer und wird auf einmal für eine ganze Mordserie verantwortlich gemacht. Gejagt von der BKA-Beamtin Katrin Rasch versucht er seine Unschuld zu beweisen, in der zweiten Folge werden die beiden dann ein Team. Am Ende der sechsten Staffel kommt er wieder mit seiner Exfrau zusammen.
- Eva Glaser (Astrid M. Fünderich) ist die erste Polizistin, die mit Dominik Born nach Serientätern fahndet. Sie ist Kriminalhauptkommissarin in Diensten des Bundeskriminalamts und beginnt mit Born Anfang der vierten Staffel eine Beziehung. Als sie in der Folge 4x05 Die Göttin – Teil 1 nach einem Psychopathen suchen, werden sie von der Polizistin Isabel Becker unterstützt. Bei einem Versuch, den Täter festzunehmen, wird Eva Glaser durch einen Schuss schwer verletzt und stirbt später im Krankenhaus.
- Prof. Konstanze Korda (Barbara Magdalena Ahren) ist eine Gerichtsmedizinerin und unterstützt die Spezialeinheit Serienverbrechen. Sie ist eine der Besten ihres Faches, stets teuer gekleidet und Kettenraucherin. Sie ist verwitwet. Zu Glaser unterhält sie ein eher kühles Verhältnis, schätzt aber ihre Arbeit. Eine besondere Beziehung hat sie zu Born. Sie unterstützt ihn, als er verdächtigt wird, Isabel Becker erschossen zu haben.
- Isabel Becker (Delia Mayer) tritt zum ersten Mal in der Folge 4x05 Die Göttin – Teil 1 als unterstützende Polizistin auf. Nach dem Tod von Eva Glaser übernimmt sie deren Stellung und kümmert sich um den psychisch angeschlagenen Born. Sie kann seinen Suizidversuch verhindern und überredet ihn, nach seiner Kündigung in den Dienst zurückzukehren. Isabel Becker ist verheiratet und hat zwei Kinder, durch ihre Familie bekommt sie Kraft für ihren Beruf. In der Folge 6x01 Auf der Flucht wird sie ermordet und Born wird irrtümlicherweise verdächtigt, der Täter zu sein.
- Katrin Rasch (Esther Schweins) ist Kriminalhauptkommissarin des BKA und tritt erstmals zu Beginn der sechsten Staffel auf.[1] Sie hält Dominik Born für einen Mörder und versucht mit allen Mitteln, ihn in die Finger zu bekommen, was ihr jedoch nicht gelingt. Nachdem Born sie von seiner Unschuld überzeugt hat, schließen sie sich als Team zusammen. Das Verhältnis der beiden ist etwas distanziert, respektvoll und bestimmt von gemeinsamer Zielstrebigkeit. Rasch ist ledig, forsch und sensibel.

## Hintergrund
Nachdem am 30. April 2003 mit der Folge Blut und Wasser – Teil 2 die fünfte Staffel zu Ende ging, dauerte es über drei Jahre, bis die sechste Staffel zu sehen war. RTL lagerte acht neue Folgen, die bis 2003 fertiggestellt worden waren, aufgrund von fehlendem passendem Sendeplatz bis zum September 2006 im Archiv, danach wurden diese im Doppelpack ausgestrahlt. RTL erklärte, dass eine Weiterführung nicht geplant sei, es bestehe aber die Option, die Serie künftig als unregelmäßige Filmreihe zu produzieren. Davon wurde allerdings nichts realisiert.

## DVD-Veröffentlichungen
Die sechs Staffeln (inkl. Pilotfilm) wurden am 25. April 2008 in zwei Boxen veröffentlicht. In der ersten Box sind die Staffeln 1–3 inkl. Pilotfilm (7 DVDs), in der zweiten Box die Staffeln 4–6 (6 DVDs).

## Episoden
Nach dem Pilotfilm aus dem Jahr 1998 wurde ab 1999 jährlich eine weitere acht Folgen umfassende Staffel produziert und ausgestrahlt, sodass die Serie auf insgesamt 48 Folgen und einen Pilotfilm kommt. Die Gastrollen sind häufig mit bekannten Gesichtern aus dem deutschen Fernsehen wie Michael Mendl, Annett Renneberg, Suzanne von Borsody oder Dieter Pfaff besetzt.

## Auszeichnungen
Bayerischer Fernsehpreis
- 2000: Herausragende schauspielerische Leistung, Hans-Werner Meyer

Deutscher Fernsehpreis
- 2000: Nominierung „Beste Fernsehserie“
- 2000: Nominierung „Bester Schauspieler in einer Hauptrolle“ – Serie, Hans-Werner Meyer
- 2000: Nominierung „Bester Schauspieler in einer Nebenrolle“, Oliver Hasenfratz in der Folge Der Polizeifan
- 2001: Nominierung „Beste Serie“ und „Bester Schauspieler in einer Hauptrolle“ – Serie